# VAMPS (アルバム)
『VAMPS』（ヴァンプス）は、日本のロックユニット、VAMPSの1作目のアルバム。2009年5月13日に配信発売。フィジカルは2009年6月10日に発売。発売元は主宰レーベル、VAMPROSE。

## 解説
HYDE（L'Arc〜en〜Ciel）と、K.A.Z（Oblivion Dust）の2名により結成されたロックユニット、VAMPSにとって初のアルバム作品。本作は、2008年に自らで設立したインディーズレーベル、VAMPROSEからリリースされている。
本作には、2009年に立て続けに発表されたシングル「I GOTTA KICK START NOW」「EVANESCENT」の表題曲2曲の他、結成直後の2008年7月に発表されたシングル「LOVE ADDICT」の収録曲2曲を加えた13曲が収められている。ちなみに本作発売から約4ヶ月後には、本作で初収録となった楽曲「SWEET DREAMS」がリカットシングルとして発表されている。
なお、本作のマスタリングは、アメリカ・ニューヨークにあるスターリング・サウンド（Sterling Sound）でチーフエンジニアを務めるテッド・ジェンセンが担当している。

### 背景
HYDEは2001年からバンド活動と並行しながらソロ名義での音楽活動を始めており、2003年からは共同プロデューサーとしてK.A.Zを招き、楽曲制作を行っていた。そして2005年以降は、K.A.Zがサポートギタリストとしてもレコーディングやライヴに参加するようになり、翌2006年に発表した3rdソロアルバム『FAITH』ではコンポーザーをHYDEとK.A.Zそれぞれが担当するようになっていた。こういった背景があり、HYDEはK.A.Zとユニットとして活動していくことを提案したという。
こうして結成されたVAMPSは、2008年に最初のシングル「LOVE ADDICT」を発表した後にライヴツアー「VAMPS LIVE 2008」を行い、日本全国をまわることにする。このツアーは全国6都市にあるライヴハウス、Zeppで行われており、計46公演に及ぶ長期ツアーとなっている。なお、このツアーは、各会場において最低でも6公演が行われており、これ以降のVAMPS名義のライヴツアーで定番となった"籠城型ツアー"の原型になっている。また、同年8月10日には、野外ロック・フェスティバル「SUMMER SONIC 2008」に出演している。ちなみに本作が発表される前のライヴでは、前記のシングルに収録された楽曲の他、HYDEがソロ名義で発表したアルバム『666』『FAITH』の収録曲がセットリストに組みこまれていた。
上記のライヴツアー、ライヴイベント出演を経て、VAMPSはアルバムの制作に取り掛かることにしている。なお、VAMPSの2人曰く、ファーストアルバムであることや上記のツアーでの体感を踏まえ、今回のアルバムではライヴ映えする楽曲を集めようと考えていたという。HYDEは本作発売当時に受けたインタビューの中で、本作について「このアルバムは、ほんと単純に、ノリのいい曲を選んでいっただけですね。ライヴをメインに考えてるから」と述べている。また、K.A.Zは「前回、ZEPPをあれだけの本数（46公演）廻ってて、お客さんがノリやすい曲だったりとか、盛り上がる曲だったりとか、バンド的にもテンションが盛り上げやすい曲だったりとか。それを実際に体感した部分もあったりしたので、それは意識しましたね」と語っている。

### 録音作業と音楽性
『VAMPS』の録音作業は、基本的に日本で行われている。なお、アルバム制作は ライヴツアー「VAMPS LIVE 2008」が終わった直後から開始されている。K.A.Zは今回の作曲期間を振り返り「前回のツアーが終わってすぐ制作、作曲活動に入って、意外とバタバタな部分とかもあったりして。日数はある程度あるんだけど、もう次のツアーが決まってて、ここまでにあげなきゃいけないっていうところで、気持ち的に落ち着いてられないっていうか。ちょっとソワソワしたところはあったんですね。でも曲作りが進んで行って、少し形になってくると、安心するっていうかホッとするっていうか」と述懐している。
また、VAMPSの音楽活動ではライヴに主眼を置いていることから、本作にはライヴで演奏するうえで盛り上がるような楽曲を集めることを意識していたという。HYDEは本作発売当時に受けたインタビューの中で、アルバム制作に関し「自分が理想とするロックバンドの1stアルバムにしたかった」「（アルバムを制作するうえで）全部ノリノリの曲がいいな、ノレない曲は1〜2曲でいいなってくらいのことは決めてましたけど。ライヴで中間の曲をやる時に中途半端な感じが生まれたので、それはないほうがいいなって思って。踊れるか／踊れないか、どっちかのほうがいい。そういうアルバムにしたいなぁと思ってました。ほんとライヴのことしか考えてない」と述べている。なお、K.A.ZはHYDEから「ライヴを意識した曲を集めたい」という提案を受け、そのコンセプトに合わせた楽曲を制作したという。K.A.Zは今回の楽曲制作を振り返り「（コンセプトを聞く）それまでは360度、どこにでも向かえる状態だったんで。デジタルなのか、ヘヴィロックなのか、ニューウェーヴなのか歌モノなのか、いろんなキーワードがあるじゃないですか。その中で、ライヴ、ってベクトルがものすごくはっきりして。僕、そういうレールが見えたら早いんですよ（笑）。曲作りに入ったら、ダーってそっちに向かって」と述べている。
なお、VAMPSの音楽性は、1980年代に隆盛を迎えた華美なロックバンドのような、自身がかつて好んでいた音楽を下敷きにした楽曲制作を追求するところが特徴になっている。HYDEは結成当時に受けたインタビューの中で、VAMPSのイメージについて「俺らが高校時代に作りたかったバンドを、今作ってる感じ。だから、俺が初めてロックを聴いたころに感じた、いかがわしさや優越感を持ったものにしたい」「ロックの持つ毒みたいなもの。タバコを吸うのがカッコいい、酒吞むのがカッコいい、そういうスタイリッシュな部分がロックにはあったはずなんですよ。なんかそれが、隅っこに追いやられてる気がして。そういうのをにじませながら、メジャーシーンに攻撃出来る存在でありたい、と思う」と述べている。なお、HYDEは本作発売当時に、憧れたバンドとして、GASTUNKやミスフィッツといったホラー要素を採り入れたハードコア・バンドであったり、初期のモトリー・クルーやハノイ・ロックスのような煌びやかなグラムの要素を残したハードロック・バンドをあげている。また、K.A.ZはVAMPSのあり方について「俺だったら、いまAC/DC見てもやっぱり度肝抜かれて、凄いな、と思うだろうし。モトリー（・クルー）もワイルドだし。あの生き方カッコいいなって思う。細かい私生活知らないから、真似したくもないけど（笑）憧れるじゃないですか。そういうスタイルを今、形にしてみたいんだよね」「ただ真似してるだけでもカッコ悪いし、自分とは違うところもあるじゃない？VAMPSは、そういう憧れを真剣に、それで楽しくやろうとしてるからいいんだと思うよ」「音楽を始めた頃って、そこまで難しいことも考えなかったなと思うし。ただ単にキッズであって、ギター弾いて楽しいっていう。で、どんどん年を重ねていったり、経験を積んでいくと、やけに賢くなっちゃう…ずる賢いっていうか、頭が良くなっちゃう部分がある。もちろんそれはそれで経験として大切なことなんだけど、あんまりそれで固定観念を抱えちゃうのもよくないな、と。これはこうだって思ったら、1年経っても2年経っても同じ見方をするんじゃなくて。もっとフレキシブルに、面白いな、楽しいな、カッコいいな、と思ったことを形にしたい。そういう意味ではVAMPSって、すごく面白いと思う」と述べている。なお、VAMPSでは1980年代のハードロックやハードコアを下敷きとしながらも、メロディに関してはポップな楽曲を揃えている点も特徴となっている。HYDEはVAMPSで手掛けた楽曲のメロディについて「俺、ポップじゃないとOKじゃないので、基本的にはポップなものって決めてる」「もちろん、ロックでカッコいい人はたくさんいると思うけど。でも、俺らはプラスアルファ、エンターテイメントでいるってことが大事かなと」と述べている。
HYDEは本作のレコーディングを振り返り「基本的にジャッジメントはK.A.Zにお任せして、その間に俺は詞を書いてた感じでしたね。K.A.Zのほうが俺より耳がいいから、ジャッジは彼がやって俺は歌詞を書いたほうが要領がいいかなって思って。とはいえ、スタジオにK.A.Zが行く時には俺も常に行きましたね。意見を訊かれたら言える状態にはしたいなぁと思ってたから。だからスタジオで歌詞書いてました」「自分が今回やってて特に思ったのは、音で遊ぶっていうかね。今まではそこまで考えてなかったし、忘れかけてた部分もあって。音でもっと遊べるんだなぁっていうのは凄く実感した。音は傷つけるものじゃくて、遊ぶものでしょ？自分の声でも発見がいっぱいあったし」と述べている。また、K.A.Zは「たとえば、音の細かい部分は自分が見たりするんだけど、スタジオ入ってると、たまにこだわり過ぎちゃう部分があって。HYDEは基本的には歌詞を書いてるんだけど、そういう時に入ってきて、パッと聴いて"俺はこんな感じがした"って、直感で物事を判断するんです。そういう人がいるから、自分でも"あ！"って思う部分もあると思うんですよ。もちろん、そこでも"ここは絶対にこうしたほうがいいから"ってこだわってやる部分もあるけど、俺がずっと同じ曲を聴いて麻痺してると、麻痺してない人からの"これはどうなのかな？"っていうのが神の声に聞こえる（笑）。そういうバランスは大切かなと思いますね」とレコーディングを振り返っている。
さらにHYDEは、今回のボーカル録りについて「特にアメリカの音楽を聴いてると、ヴォーカリストが凄く自由な感じを受けるんですよ。1Aと2A（1番のAメロと2番のAメロ）で違うの当たり前だし、フェイクもいれまくるし、凄く自由。そういうの聴いてると”あ、歌ってそういうものなのかなぁ”って思う。歌って、本当に表現がたくさんできるものなんですよ。（中略）まだ向こうに追いついたとは思い切れないけど、でもかなりのレヴェルで声をオモチャにできたなという感覚はあります」「僕は土台となる部分は日本人的にきっちり作るけど、歌の部分は伸びやかであって欲しいというか、クレイジーであって欲しい。だから、いざ歌を歌う時点でかしこまったら負けだなって思いながら歌ってます」と述懐している。
なお、本作の制作にはベーシストとして、ツアーサポートをメインで務めるJu-ken（QUINTILLION QUIZ、CRAVE）に加え、Chirolyn（ex.hide with Spread Beaver）が参加している。また、ドラマーとして、HYDEの3rdソロアルバム『FAITH』の制作に参加していたスコット・ギャレット（ex.ザ・ミッション、ex.ザ・カルト）の他、ツアーサポートを務めるArimatsu（特撮）、そして有松益男（ex.PONTIACS、ex.KEMURI）の3人が招聘されている。さらにミキシング・エンジニアとして、HYDEの2ndソロアルバム『666』の制作にも携わったジョシュ・ウィルバーなどが参加している。
K.A.Zは本作発売当時に受けた音楽雑誌『MUSICA』のインタビューにおいて、アルバムの出来栄えについて「1曲1曲が個性が強い感じがしますね。意外とどの曲もアクが強いというか、主張が強い。自分で言うけど、最高な1stアルバムだと思います。録ってる時は、もう録音、録音で"この曲終わったから、はい、次の曲！"っていう感じだったから、全部の曲をまとめて見れてなかった部分もあって。それでも、1曲ずつの手応えはあったんです。で、完成してみて、（アルバムのトーンが）1色じゃない感じがあったから、バラバラにならないかとかちょっと心配だったんですよね。でも、いい感じでバラエティーに富んでた（笑）」と述べている。なお、HYDEも「俺も思ったよりもバラエティに富んでるなぁっていう印象が強いかな」と本作の印象を述べている。

### 楽曲について
本作には、アルバムレコーディングの中で制作された「I GOTTA KICK START NOW」や「EVANESCENT」「SWEET DREAMS」に加え、「LOVE ADDICT」「TIME GOES BY」を含む13曲が収められている。
本作の3曲目に収録された「COSMOS」は、ニュー・ウェイヴ以降のギターロックテイストのある楽曲に仕上げられている。作曲を担当したK.A.Zは、この曲の制作を振り返り「これも聴けば聴くほど味があるなと思ってて。ちょっと切なさも残るんですよね。でも、聴き終わったあとにちゃんと光がある気分が残って、意外と前向きなんですね」「これは王道の感じのギターフレーズが欲しかったんですよ（中略）バンドでたとえるのもどうかと思うけど、ダイナソーJr.とかマイブラとか、あのへんのテイストで、サビでもっと広い世界観になる。これはライヴでやってて気持ちいいですね」と述懐している。
また、本作の6曲目に収録された「VAMPIRE DEPRESSION」は、ヘヴィなロックオーケストラをイメージして制作された楽曲となっている。作曲を担当したK.A.Zは、この曲の制作に関し「元々サビの部分がBメロのところにあったんですよ。それをHYDEがアレンジをして、今の形になってるんですけど、とにかく、サビでいかに ――映画で言うところの"フラッシュバック"させるかをイメージしましたね」と述懐している。また、HYDEは本作発売当時に受けたインタビューの中で、この曲について「今回は速い曲を中心に曲を選んでいったんですけど、でもトータルで聴いた時に1曲ヘヴィなものを入れたいなと思って。K.A.Zの曲を俺なりにアレンジさせてもらってでき上がった曲です。ヴァンパイアがいたらこう思うんじゃないかなぁとか、ちょっと遊び心を持ちながら作りました」と述べている。
さらに、本作の7曲目に収録された「REDRUM」は、グルーヴィでアグレッシヴなサウンドが印象的なヘヴィロック・ナンバー。作曲を担当したK.A.Zは、この曲の制作イメージについて「これはヘヴィーなうねりを出したくて」「ワイルドなりの作りをしたというか、とにかく音を固めて鳴らしたような」と語っている。また、歌メロを手掛けたHYDEは、この曲について「K.A.Zのオケを聴いた瞬間にメロがパッと降りてきた。俺にも作れないしK.A.Zにも作れない、ふたりじゃないと生まれなかった曲」と述べている。ちなみにこの曲のタイトルは、「殺人」を意味する「MURDER」を逆から綴ったリバース・スペリングとなっている。なお、このタイトルは映画『シャイニング』の劇中において、子どもが赤い文字で"REDRUM"と扉に書いたシーンにインスパイアされたものとなっている。余談だが、この曲の歌詞の中には＜REDRUM MA I'＞という映画を意識した逆さ書きのフレーズが存在しているが、この部分においてリバース音のエフェクトがかかる演出が取り入られている。
本作の8曲目に収録された「DEEP RED」は、ニューウェイヴと歌謡曲のテイストを内包した、妖艶なロックナンバーに仕上げられている。なお、この曲の原型は、VAMPSを結成する前からK.A.Zのストックにあったという。作曲を担当したK.A.Zは、この曲の制作を振り返り「スパイ映画、『007』とかをイメージして作った」「Spin Aquaやってた時に作ってた曲です。HYDEが歌ったら凄くいやらしさが出て、もっと曲の色が出てきましたね。摩天楼があって、富豪達がいて、でも、その裏にはスパイがいるような怪しさをイメージしたら、どういう曲になるかな？というところで作りましたね」と述懐している。また、HYDEはこの曲を選んだ理由について「これもK.A.Zのストックにあった曲なんですけど、聴いた瞬間にカッコいいなと。アルバムに入ったら奥行きが出るんじゃないかと思って選びました」と述べている。
本作の12曲目に収録された「HUNTING」は、HYDEのシャウトで全編突き進む2分弱の短いハードロック・ナンバーとなっている。なお、この曲は「次曲につなぐためのインストゥルメンタルみたいなものが欲しい」という考えにより制作されている。作曲を担当したK.A.Zは本作発売当時に受けたインタビューの中で、この曲のイメージについて「サーフロックっぽいものを作りたいなと思っていて。前回のツアー（「VAMPS LIVE 2008」）が（去年の）夏だったじゃないですか、野外なんかでやってもいいだろうなという部分もあったし、自分の中では"夏っていったら海だな、サマーランドだな"っていう単純なキーワードがあったんですよ（笑）」「ジェーンズ・アディクションとか、あの辺のテイストっぽくね」と述べている。
本作の最後となる13曲目に収録された「SEX BLOOD ROCK N' ROLL」は、ライヴ映えを意識し制作されたロックナンバーに仕上げられている。作詞・作曲を担当したHYDEは、この曲について「ライヴで死ぬほど盛り上げる曲を作ろうと思って作った」と語っている。K.A.Zはこの曲の印象について「意外とこの最後のやんちゃな曲が、アルバムを象徴してるような感じになってると思うんですよね。ライヴでやってもはちゃめちゃ感がある。しかも、これだけ暴れて勢いある曲なのに、お客さんを突き放してない曲だと思う」と述べている。ちなみにHYDE曰く、この曲のタイトルにある「SEX」は「ライヴ」を、「BLOOD」は「酒」を意図して付けたという。なお、この曲はライヴ活動に主眼を置くVAMPSにとって意味の大きな曲になっており、本作発表以降に開催したVAMPSのライヴにおいて、必ずと言っていいほどセットリストに組みこまれている。余談だが、VAMPSが2013年に発表したベストアルバムには、この曲と同じ『SEX BLOOD ROCK N' ROLL』というタイトルが付けられている。

### アルバムタイトル、アートワーク
アルバムタイトルには、ユニット名である『VAMPS』が採用されている。
なお、アルバムジャケットには、吸血鬼の牙の見える赤い唇が描かれている。HYDEはこのデザインについて「自分が理想とするロックバンドの1stアルバムにしたかった。だからジャケットも、一昔前のロックバンドのような感じになっています」「デザイナーと相談しながら、好みの唇にするのに苦労しました」と語っている。

### リリース形態
フィジカル発売に先駆けて2009年5月13日にアルバム全収録曲の先行配信が開始されている。この先行配信は、「ツアー（「VAMPS LIVE 2009」）が始まっていることだし、1日でも早くみんなに聴いてほしい」というVAMPS2人の思いから行われたもので、iTunes Storeなどの音楽配信サイトで実施されている。なお、配信開始の3日前の2009年5月10日には、Apple Store GINZAにてアルバム収録曲の試聴会が開催されている。
そして先行配信から約4週間後の同年6月10日に、初回生産限定盤（CD＋DVD）、通常盤（CD）の2形態でフィジカルがリリースされた。初回盤には、本作に収録されたシングル表題曲3曲に、シングル「I GOTTA KICK START NOW」にカップリング曲として収録された「TROUBLE」を加えた計3曲のミュージック・ビデオを収めたDVDが付属されている。また、通常盤には表紙デザインステッカーが封入されている。なお、フィジカル発売前後月には音楽雑誌『MUSICA』において、3ヶ月連続登場企画が行われている。
また、2009年9月11日には、ヨーロッパにおいてアジア圏のアーティストのCD流通を行っているドイツのレコード会社、Gan-Shin Recordsから欧州盤が販売されている。

## 収録曲
| #   | タイトル                   | 作詞 | 作曲        | 編曲  | 時間 |
| --- | -------------------------- | ---- | ----------- | ----- | ---- |
| 1.  | 「BITE」                   |      | HYDE        | VAMPS | 0:25 |
| 2.  | 「LOVE ADDICT」            | HYDE | HYDE        | VAMPS | 4:00 |
| 3.  | 「COSMOS」                 | HYDE | K.A.Z       | VAMPS | 4:35 |
| 4.  | 「SECRET IN MY HEART」     | HYDE | K.A.Z       | VAMPS | 4:15 |
| 5.  | 「EVANESCENT」             | HYDE | HYDE        | VAMPS | 4:28 |
| 6.  | 「VAMPIRE DEPRESSION」     | HYDE | K.A.Z       | VAMPS | 4:41 |
| 7.  | 「REDRUM」                 | HYDE | K.A.Z       | VAMPS | 3:48 |
| 8.  | 「DEEP RED」               | HYDE | K.A.Z       | VAMPS | 5:25 |
| 9.  | 「I GOTTA KICK START NOW」 | HYDE | HYDE        | VAMPS | 4:33 |
| 10. | 「TIME GOES BY」           | HYDE | K.A.Z, HYDE | VAMPS | 4:10 |
| 11. | 「SWEET DREAMS」           | HYDE | K.A.Z       | VAMPS | 5:44 |
| 12. | 「HUNTING」                | HYDE | K.A.Z       | VAMPS | 1:56 |
| 13. | 「SEX BLOOD ROCK N' ROLL」 | HYDE | HYDE        | VAMPS | 2:50 |

## 初回生産限定盤付属DVD
1. LOVE ADDICT
Director：柿本ケンサク
Production Producer：Toshihiro Yasuda (FACE.inc)
2. I GOTTA KICK START NOW
Director：A.T.
Production Producer：Toshihiro Yasuda (FACE.inc)
Insert Picture：Thought Equity Motion
3. EVANESCENT
Director：真壁成尚, 東市篤憲 (WOW)
Production Producer：Hideyasu Watanabe (DETSU TEC INC.)
Planning：Soichi Kawakami, Hiroshi Saguchi (DENTSU INC.)
4. TROUBLE
Director：川村ケンスケ (GOIS inc.)
Production Producer：Toshihiro Yasuda (FACE.inc)

## クレジット
| - All Songs Produced & Arranged by VAMPS - All Lyrics by HYDE - Music by HYDE (Tr.1,2,5,9,10,13) - Music by K.A.Z (Tr.3,4,6,7,8,10,11,12) - Vocal：HYDE - Guitar & Programming：K.A.Z - Bass：Ju-ken (Tr.2,9,10,12,13), Chirolyn (Tr.3,4,5,6,7,8,11) - Drums：Arimatsu (Tr.3,4,5,6,7,8,9,12,13), Masuo Arimatsu (Tr.11), Scott Garrett (Tr.2,10) - Piano：富樫春生 (Tr.11) - Strings：弦一徹ストリングス (Tr.11) - Additional Synthesizer Programming：斉藤仁 (Tr.1,13) [Recording Engineers] - Recorded by Kenichi Arai, Takayuki Saito - Mixed by Josh Wilbur (Tr.1,2,3,4,6,7,8,10,11,12,13), Yasuhisa Kataoka (Tr.5,9) - Mastered by Ted Jensen (Sterling Sound) - Pre-Production：斉藤仁 - English Adviser：J (Tr.3,4,6,7,11,12,13) - English Translation：衛藤利恵 (Tr.2,9,10, Booklet Story) - Guitar & Bass Technicians：Kazutaka Minemori (MASTERTONE), Akira Watanabe - Drums Technician：Masuo Arimatsu, かどしゅんたろう | [Artwork etc] - Art Direction & Design：Motoki Ohashi (LINER Inc.) - Assistant Design：Hiromi Kadowaki (LINER Inc.), Megumi Harada (LINER Inc.) - Booklet Photographer：Kazutaka Nakamura - Back Cover Photographer：Hideaki Imamoto - Stylist：高見佳明 - Hair & Make-Up：荒木尚子 (Octbre.) - A&R Producer：中山千恵子 (Sony Music Entertainment) - Executive Producers：福島清志 (VAMPROSE) - Artist Management：Atsushi Fujiwara (VAMPROSE), Yoshinobu Momiyama (VAMPROSE), J (VAMPROSE), Hiroaki Fujimoto (VAMPROSE), Tomoyuki Takada (VAMPROSE), Asami Nakamura (VAMPROSE) - Artist Promotion：Toru Yamamoto (MAVERICK), Yoichiro Takeshita (MAVERICK), Shojiro Matsuo (MAVERICK), Kayoko Atsumi (MAVERICK), Rumi Maeda (MAVERICK), Hirokazu Sato (avex marketing Inc.) - Sales Promotion：Kazuko Abe (DANGER CRUE RECORDS), Kumiko Iizuka (DANGER CRUE RECORDS), Sadao Ohzeki (avex marketing Inc.), Etsuro Honda (avex marketing Inc.), Hiroshi Imuta (avex marketing Inc.), Osamu Igarashi (avex marketing Inc.), Kazutoshi Hanzawa (avex marketing Inc.) - Web Promotion：Hirohiko Tanaka (avex marketing Inc.) - Label Supporter：Nobuyuki Nakanishi (MAVERICK DC GROUP), Minori Ueda (MAVERICK DC GROUP), Minori Ueda (MAVERICK), Yuko Hamasaka (MAVERICK), Miki Fukushima (MAVERICK), Maki Saguchi (MAVERICK) - Supervisor：大石征裕（MAVERICK DC GROUP） - Special Thanks：Kenji Mura (SMC ENTERTAINMENT), Kimutada, Kazue Yaguma, Atsushi Saito, Toshiyuki Murakami, Hiroaki Cobayashi (i2f), Yukihiro Hayashi (Free the tone), Takashi Shinji (ESP), Atsushi Matsuzaki (ZODIAC WORKS), Yutaka Kusano (kusa kusa 88), OKADA International Inc., Providence, SMC ENTERTAINMENT, ALANA entertainment Co.,Ltd., GLOBAL PLUS, Sony Music Communications, Ki/oon Records |

## タイアップ
| 年     | 楽曲         | タイアップ                                                     |
| ------ | ------------ | -------------------------------------------------------------- |
| 2008年 | LOVE ADDICT  | 日本テレビ系番組『ぐるぐるナインティナイン』エンディングテーマ |
| 2008年 | TIME GOES BY | ジェムケリー「GEREZZA」CMソング（本人出演）                    |
| 2009年 | EVANESCENT   | 日本テレビ系ドラマ『Dr.HOUSE』シーズン1エンディングテーマ      |
| 2009年 | SWEET DREAMS | mu-mo「新・オンガク生活【mu-mo】」CMソング                     |

## 収録ベストアルバム
- 『SEX BLOOD ROCK N' ROLL』 (#2、#6、#7、#11、#12、#13,いずれも全英語詞・再録バージョン)